# 落水河乡
落水河乡，是中华人民共和国山西省大同市灵丘县下辖的一个乡镇级行政单位。

## 行政区划
落水河乡下辖以下地区：
落水河村、新庄村、西庄村、南庄村、上堡村、固城村、北水芦村、孤山村、巨羊驼村、胡沟村、东坡村、南淤地村、苏地村、大涧村、三山村、王庄村、黑涧沟村、乐陶山村、新河峪村、招柏村、乔庄村、腰站村和徐台村。